# Alvin Baltrop
Alvin Jerome Baltrop (barrio del Bronx, Nueva York, 1948 - Nueva York, 1 de febrero de 2004) fue un fotógrafo estadounidense, famoso por retratar el mundo marginal del West Side neoyorquino de mediados de la década de 1970, sobre todo el ambiente de la prostitución masculina, el tráfico y consumo de drogas y el sexo gay. El valor documental de sus fotografías se ha comparado al de André Kertész o Merry Alpern y, desde el punto de vista estilístico, se las ha definido como un idiosincrático híbrido entre el Clasicismo y el Cine Negro. Sin embargo, su crudeza y sus temas incómodos le valieron el rechazo de las galerías de arte más importantes de su momento, incluidas las dedicadas al arte gay. En 2003 fue candidato al Premio Louis Confort Tiffany, aunque el reconocimiento a su talento artístico ha sido póstumo. Hoy el Museo Whitney de Arte Estadounidense cuenta entre sus fondos con una obra de Baltrop.

## Biografía
Entre 1969 y 1972 formó parte de la Armada estadounidense y participó en la Guerra de Vietnam, donde comenzó a hacer fotografías a sus compañeros. Estudió en la School of Visual Arts de Nueva York entre 1973 y 1975. Tras diversos y variados trabajos (vendedor callejero, diseñador de joyas, impresor), decidió instalarse en los muelles del West Side, donde tomó la mayor parte de sus fotografías, casi siempre centradas en el mundo de la marginalidad infantil y juvenil y de la prostitución masculina. También se dedicó a proteger a estos niños sin hogar, tanto a gáis como a lesbianas.
A lo largo de su vida, Baltrop mantuvo relaciones sexuales y afectivas con hombres y mujeres. Sin embargo, rechazaba calificarse con el término bisexual y siempre se definía como gay. Su pareja más importante se llamó Mark y murió en 1996, con dieciséis años, enfermo de sida.
A finales de la década de 1990 se le diagnosticó un cáncer. Baltrop carecía de seguro médico y no recibió la atención médica adecuada. También padeció diabetes. Murió en 2004.

## DocumentalGay Sex in the 70s
Baltrop aparece en el documental Gay Sex in the 70s (2005) de Joseph F. Lovett como uno de los representantes de la vida homosexual neoyorquina en el tiempo que media entre los disturbios de Stonewall y la aparición de la pandemia del sida.